# Coprologus gracilis
Coprologus gracilis is een keversoort uit de familie Hybosoridae. De wetenschappelijke naam van de soort is voor het eerst geldig gepubliceerd in 1847 door Heer.